# الرموز البريدية في رومانيا
لأول مرة الرموز البريدية في رومانيا في عام 1974. ابتداء من 1 مايو 2003 ، والرموز البريدية وستة أرقام ، وتمثل عناوين لمستوى الشارع في المدن الرئيسية (تلك التي يبلغ عدد سكانها أكثر من 50،000). وتمثل الأرقام (من اليسار إلى اليمين) في مجال البريد ، والمقاطعة ، والمدينة / البلدية ، والثلاثة الماضية ، تبعا لحجم المدينة / البلدية ، تمثيل البلدية / المدينة ، الشارع ، أو منزل / مبنى.
الرقم الأول يمثل المنطقة البريدية ، والثانية مقاطعة البريدية في المنطقة. معا ، أول رقمين تحديد المحافظة.
بقية الأرقام اتبع هذه الاتفاقية :
0xxx ل4xxx عن المدن الكبرى ، بما في ذلك قطاعات بوخارست (أ الرمز البريدي يحدد عنوان الشارع أو مجموعة صغيرة من عناوين)
يتم تخصيص 5xxx ل6xxx عن المدن الصغيرة (رمز بريدي واحد ، تنتهي في '00' ، إلى مدينة كاملة)
7xxx للقرى. يتم تخصيص الرمز البريدي إلى كل قرية. والقرية التي هو رئيس بلدية لديه الرمز البريدي المنتهية في 0 أو 5.
قائمة المدونات
01xxxx—قطاع بوخارست 1
02xxxx—قطاع بوخارست 2
03xxxx—قطاع بوخارست 3
04xxxx—القطاع بوخارست 4
05xxxx—قطاع بوخارست 5
06xxxx—قطاع بوخارست 6
07xxxx—مقاطعة Ilfov
08xxxx—مقاطعة غيورغيو
10xxxx—مقاطعة براهوفا
11xxxx—مقاطعة ارجيس
12xxxx—مقاطعة بوزاو
13xxxx—مقاطعة دامبوفيتا
14xxxx—مقاطعة Teleorman
20xxxx—مقاطعة دولج
21xxxx—مقاطعة Gorj
22xxxx—مقاطعة Mehedinţi
23xxxx—أولت مقاطعة
24xxxx—مقاطعة Vâlcea
30xxxx—مقاطعة تيميس
31xxxx—مقاطعة أراد
32xxxx—كاراس سيفيرين ، مقاطعة
33xxxx—مقاطعة هونيدوارا
40xxxx—مقاطعة كلوج
41xxxx—مقاطعة بيهور
42xxxx—مقاطعة بيستريتا - Năsăud
43xxxx—مقاطعة ماراموريس
44xxxx—ساتو ماري مقاطعة
45xxxx—مقاطعة Sălaj
50xxxx—مقاطعة Braşov
51xxxx—مقاطعة ألبا
52xxxx—مقاطعة Covasna
53xxxx—مقاطعة Harghita
54xxxx—مقاطعة موريس
55xxxx—مقاطعة سيبيو
60xxxx—مقاطعة باكاو
61xxxx—مقاطعة نيامتس
62xxxx—مقاطعة Vrancea
70xxxx—مقاطعة إياسي
71xxxx—مقاطعة بوتوساني
72xxxx—مقاطعة سوسيفا
73xxxx—مقاطعة فاسلوي
80xxxx—مقاطعة غالاتي
81xxxx—مقاطعة برايلا
82xxxx—مقاطعة تولسيا
90xxxx—مقاطعة كونستانتا
91xxxx—مقاطعة كالاراسي
92xxxx—مقاطعة ايالوميتا